# Vetlanda BK
Vetlanda BK este un club de bandy din Vetlanda, Suedia, fondat in 1945.

## Palmares
- Campioana Suediei:
  - Câștigătoare: 1986, 1991, 1992[1]